# Setia (Binjai Kota)
Setia is een bestuurslaag in het regentschap Binjai van de provincie Noord-Sumatra, Indonesië. Setia telt 4096 inwoners (volkstelling 2010).